# Хуан Ітурбе
Хуан Ітурбе (ісп. Juan Iturbe, нар. 4 червня 1993, Буенос-Айрес) — аргентинський та парагвайський футболіст, нападник, фланговий півзахисник клубу «Серро Портеньйо».
У молодіжному віці мав вибір за яку національну збірну виступати. Хуан — уродженець Агентини, який більшість життя прожив у Парагваї. Після товариського матчу в складі національної збірної Парагваю, відіграв три роки за молодіжну збірну Аргентини та зрештою обрав Парагвай.
Виступав, зокрема, за клуби «Порту», «Рома» та УНАМ Пумас, а також національну збірну Парагваю.

## Клубна кар'єра
Народився 4 червня 1993 року в місті Буенос-Айрес. Вихованець юнацьких команд футбольних клубів «Трініденсе» та «Серро Портеньйо».
У дорослому футболі дебютував 2009 року виступами за команду клубу «Серро Портеньйо», в якій провів два сезони, взявши участь у 22 матчах чемпіонату.
Своєю грою за цю команду привернув увагу представників тренерського штабу клубу «Порту», до складу якого приєднався 2011 року. Відіграв за клуб з Порту наступні два сезони своєї ігрової кар'єри.
Частину сезону 2013/14 років був орендований клубом «Рівер Плейт», згодом уклав контракт з італійським клубом «Верона».
2014 року уклав контракт з клубом «Рома», у складі якого провів наступні два роки своєї кар'єри гравця.
Протягом першої половини 2016 року захищав кольори команди клубу «Борнмут» перебуваючи там на правах оренди.
До складу клубу «Рома» повернувся з оренди влітку 2016 року. Надалі він знов на правах оренди захищав кольори команд «Торіно» мексиканських «Тіхуана» та УНАМ Пумас.

## Виступи за збірні
2008 року дебютував у складі юнацької збірної Парагваю, взяв участь у 4 іграх на юнацькому рівні, відзначившись 2 забитими голами.
Протягом 2009—2013 років залучався до складу молодіжної збірної Парагваю. На молодіжному рівні зіграв у 21 офіційному матчі, забив 6 голів.
2009 року дебютував в офіційних матчах у складі національної збірної Парагваю. Наразі провів у формі головної команди країни 12 матчів.
У складі збірної був учасником розіграшу Кубка Америки 2016 року в США.
| Дата       | Місто            | Господарі  | Результат | Гості    | Турнір                       | Голи | Примітки |
| ---------- | ---------------- | ---------- | --------- | -------- | ---------------------------- | ---- | -------- |
| 4-11-2009  | Талькауано       | Чилі       | 2 – 1     | Парагвай | товариський матч             | -    | 77'      |
| 29-3-2016  | Асунсьйон        | Парагвай   | 2 – 2     | Бразилія | Відбір до ЧС 2018            | -    | 70'      |
| 28-5-2016  | Атланта          | Мексика    | 1 – 0     | Парагвай | товариський матч             | -    | 81'      |
| 4-6-2016   | Орландо          | Коста-Рика | 0 – 0     | Парагвай | Копа Америка 2016 - 1-й етап | -    | 89'      |
| 11-6-2016  | Філадельфія      | США        | 1 – 0     | Парагвай | Копа Америка 2016 - 1-й етап | -    | 46'      |
| 15-11-2016 | Ла-Пас           | Болівія    | 1 – 0     | Парагвай | Відбір до ЧС 2018            | -    | 51'      |
| 23-3-2017  | Асунсьйон        | Парагвай   | 2 – 1     | Еквадор  | Відбір до ЧС 2018            | -    | 71'      |
| 2-6-2017   | Ренн             | Франція    | 5 – 0     | Парагвай | товариський матч             | -    | 46'      |
| 8-6-2017   | Трухільйо        | Перу       | 1 – 0     | Парагвай | товариський матч             | -    | 69'      |
| 5-6-2019   | Сьюдад-дель-Есте | Парагвай   | 1 – 1     | Гондурас | товариський матч             | -    | 46'      |
| 16-6-2019  | Ріо-де-Жанейро   | Парагвай   | 2 – 2     | Катар    | Копа Америка 2019 - 1-й етап | -    | 83'      |
| 23-6-2019  | Салвадор         | Колумбія   | 1 – 0     | Парагвай | Копа Америка 2019 - 1-й етап | -    | 63'      |
| Усього     |                  | Матчів     | 12        |          | Голів                        | 0    |          |

## Титули і досягнення
- Чемпіон Португалії (1):

«Порту»: 2011-12